# Rogowatoje
Rogowatoje (ros. Роговатое) – wieś w Rosji, w obwodzie biełgorodzkim, w rejonie starooskolskim. W 2021 liczyła 2597 mieszkańców.